# Q! Film Festival
Le Q! Film Festival, est un festival de cinéma organisé à Jakarta, de 2002 à 2017. Il s'agissait du plus grand festival de cinéma LGBT d'Asie, en nombre de films projetés.

## Présentation
Le festival dure neuf jours, et en plus des projections de films, comprend des tables-rondes sur le cinéma et la littérature, des expositions de photographies et des présentations d'ouvrages sur la sexualité ou le genre. 
Depuis 2006, il est partenaire officiel du Teddy Award à la Berlinale.
L'entrée est libre : le festival est financé par des dons privés, et ne bénéficie d'aucune subvention de l'état ni d'aucun partenariat commercial.

## Historique
Le Q! Film Festival a été fondé en 2002 par l'association Q-Munity, elle-même créée en 2001 par des journalistes indépendants et des personnalités du monde de la culture et des arts. L'idée était d'abord de créer un festival de cinéma chinois, mais comme le premier directeur du festival, John Badalu, l'explique, la plupart des membres de l'association appartenant à la communauté LGBT, il a été décidé de présenté des films non seulement produits en Asie mais aussi du monde entier, sur ces thématiques. La lettre Q du titre vient pour queer.
La première édition du festival a eu lieu en septembre 2002 pendant cinq jours pour vingt films. Devant le succès du festival, l'association a décidé de l'organiser annuellement. 
L'organisation du festival raconte que le comité de censure du gouvernement était contre ce festival de par sa nature même. L'association l'a cependant mené à bien, en se finançant uniquement sur les dons des membres. 
En 2003, la deuxième édition du festival rassemblait 4000 visiteurs.
Une majorité de personnes d'Indonésie ayant des vues très conservatrices, ce festival LGBT a dû faire face à des menaces de mort de la part d'un groupe islamiste. En 2010, des groupes musulmans fondamentalistes ont menacé physiquement et poursuivi en justice les organisateurs, et en 2012 la police leur a demandé une lettre du Conseil des oulémas d'Indonésie déterminant que le festival était halal ou haram. 